# Simićevo
Simićevo (cyr. Симићево) – wieś w Serbii, w okręgu braniczewskim, w gminie Žabari. W 2011 roku liczyła 1206 mieszkańców.